# Joost Belinfante
Joost Belinfante (Voorburg, 8 oktober 1946) is een Nederlands muzikant die meerdere instrumenten bespeelt; onder meer trombone, viool en mondharmonica, maar ook neusfluit, gitaar, drums en percussie.  

## Biografie

### Familie
Belinfante is zoon van Hester Goudeket en de jurist Guus Belinfante die na een carrière in de advocatuur en de ambtenarij in de jaren zestig hoogleraar aan de Universiteit van Amsterdam werd en ten tijde van de Maagdenhuisrellen rector magnificus was; hij is ook kleinzoon van schrijfster Marianne Philips. Zijn zus Judith was van 1998 tot 2002 Tweede Kamerlid namens de PvdA. Ook was zij directrice van het Joods Historisch Museum in Amsterdam.

### Muziek
Belinfante werd in 1967 mede-oprichter van CCC Inc., waarvan ook Ernst Jansz deel ging uitmaken. CCC Inc. ging in 1974 uit elkaar, maar zou nog bijeenkomen voor jaarlijkse reünieconcerten. Belinfante bleef met Jansz samenwerken, zij het dat hij zich alleen nog wilde binden aan  "projecten die een begin hebben, maar ook een einde". Van 1974 tot 1976 was dat de Slumberlandband met zanger Friedrich Hlawatsch, bassist Piet Dekker en drummer Johnny Lodewijks. Vlak voordat de band zichzelf ophief verscheen er een album met daarop de originele Engelstalige versie van het latere Doe Maar-nummer Het leven gaat door, er verandert nix. Uit de Slumberlandband kwamen The Rumbones voort; deze reggaeformatie, waarin Henny Vrienten gitaar speelde, begon in oktober 1977 aan een tournee van twaalf concerten. 
In 1978 richtten Jansz en Dekker Doe Maar op; Belinfante (en ook Vrienten) ging in eerste instantie niet mee en richtte zich op andere projecten. In 1979 verscheen zijn eerste solosingle Vlaamse Tienke en met Joost Nuissl maakte hij het duoalbum Jjoooosstt dat in 1981 uitkwam. 
Begin 1980 kwam Belinfante bij Doe Maar terecht, eerst als invalbassist en na de komst van Vrienten als gastmuzikant op trombone en percussie. Voor het album Skunk schreef hij twee nummers; Nix voor jou en de door hemzelf gezongen/gesproken liveklassieker Nederwiet.
Tijdens zijn deelname aan de concerten van 1981 zong Belinfante ook nummers die een jaar later op zijn soloalbum Fante kwamen te staan. Vrienten was de producer en ook de overige leden van Doe Maar verleenden hun medewerking. De singles waren Oh Nederland en Ja gezellig. Als tegenprestatie speelde Belinfante mee op Vrientens soloalbum Geen Ballade dat in 1984 uitkwam, toen Doe Maar  wegens overmatige populariteit had besloten om (tijdelijk) te stoppen.
Van 1983 tot 1985 maakte Belinfante deel uit van de "3 Heren", samen met Fred Piek (The Amazing Stroopwafels) en Friedrich Hlawatsch. Ze toerden met Nederlandstalige liedjes zoals Zoem, Zo moe en Afwas door het land. Ook werden teksten van Lévi Weemoedt gebruikt. In 1984 verscheen Ik zag 3 Heren, een EP met zes liedjes die geproduceerd werd door Jansz. 
In 1986 sloot Belinfante zich aan bij The Magnificent 7; in deze band, die tot 1991 zou optreden, speelden ook Vrienten, Doe Maar-drummer Jan Pijnenburg en zangeres Fay Lovsky. In 1990 verscheen het album The Best of the Worst.
Midden jaren '90 speelde Belinfante bij Fay Lovsky's La Bande Dessinee. Tijdens deze tournees zong hij een aantal nummers van zijn soloalbum Als een rivier, dat ditmaal zonder de hulp van de Doe Maar-leden werd gemaakt. 
In 2002-2003 verschenen Nix geleerd en de tiendelige reeks Antilawaai, die Belinfante via zijn website verkocht.
Van 2008 tot 2021 gaf Doe Maar af en toe weer concerten. Belinfante deed weer regelmatig mee en zong als vanouds Nederwiet, dat ook in het repertoire van CCC Inc werd opgenomen. In 2009 en 2010 zong hij het als gast bij de reggaeband Lowbudgetarians op het Cannabis Bevrijdingsfestival.

### Privé
Belinfante is getrouwd met Jeanette Dugour en heeft twee kinderen.